# Fort Thüngen
Pour les articles homonymes, voir Thüngen.
 (avril 2025).

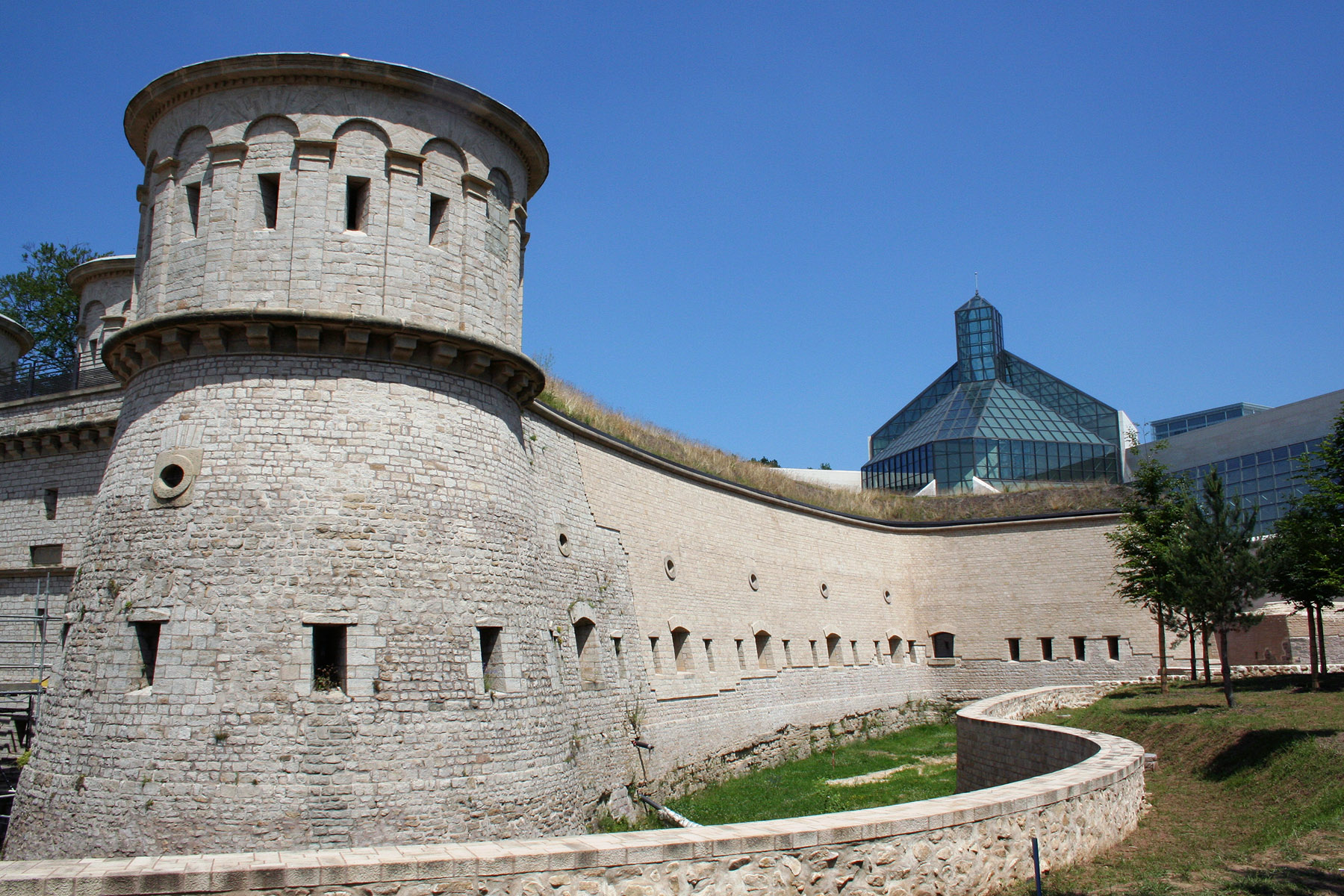
Le fort Thüngen. Arrière-plan : le musée d'Art Moderne

Le fort Thüngen est un édifice militaire du Luxembourg situé au parc Dräi Eechelen (mots luxembourgeois ; en allemand : Drei Eicheln, en français Trois Glands). Il fait partie des fortifications de la ville de Luxembourg. 
Construit en 1732 (puis agrandi en 1836 et renforcé en 1860), il doit son nom au baron Adam Sigmund von Thüngen, commandant de la forteresse. Le bâtiment s'appuie sur la Redoute du parc, aménagée cinquante ans plus tôt par Vauban. Le fort est détruit dans les années 1870-1874. Ne subsistent que trois tours rondes, dites "les trois glands" ainsi que les fondations du fort, mises au jour au début des années 1990. Sur le site sont installés deux musées : le Musée d'art moderne Grand-Duc Jean (Mudam), dessiné par l'architecte Ieoh Ming Pei et inauguré le 1er juillet 2006, et le Musée Dräi Eechelen. 